# Muzeul Oceanografic din Monaco

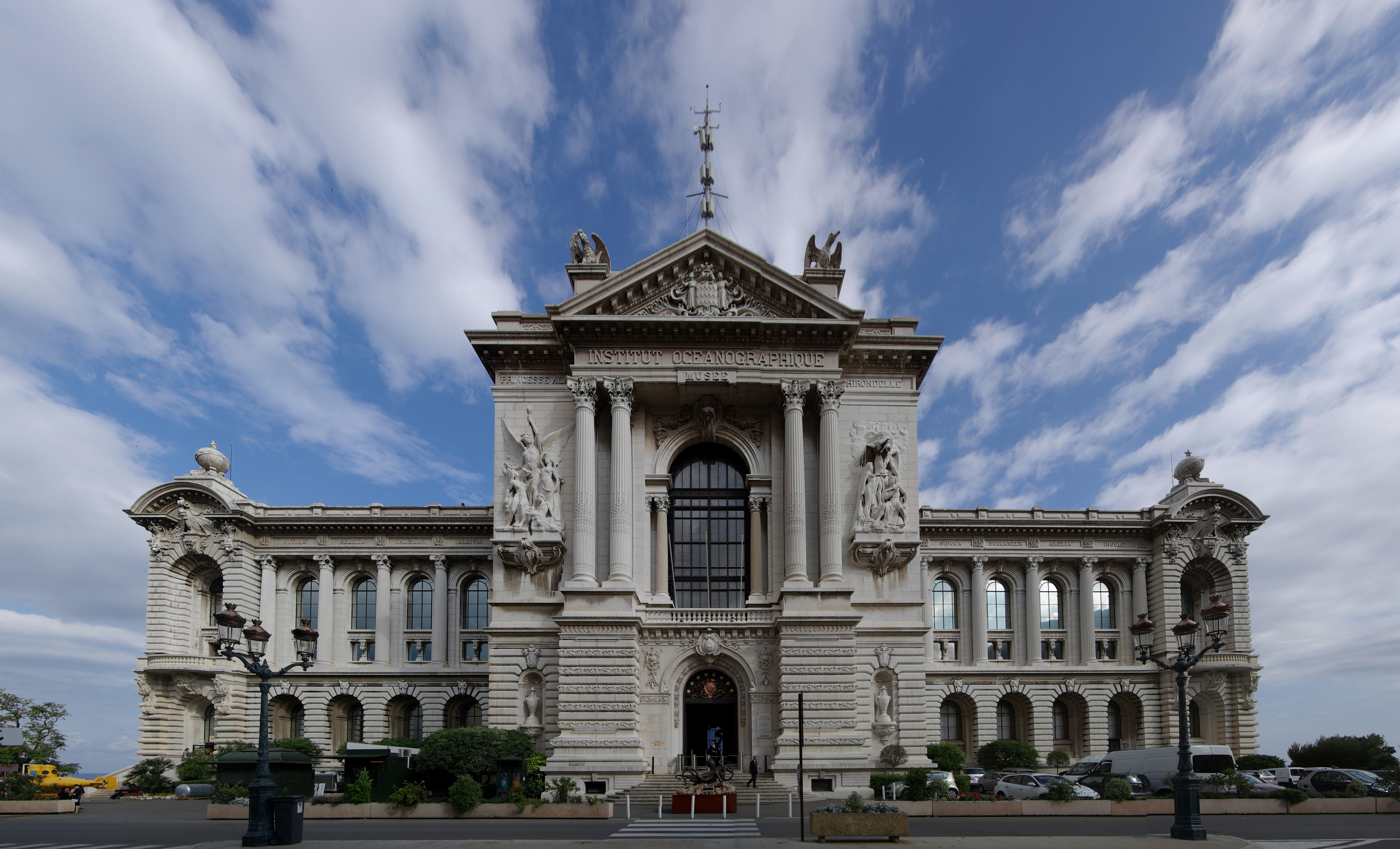
Muzeul Oceanografic din Monaco.

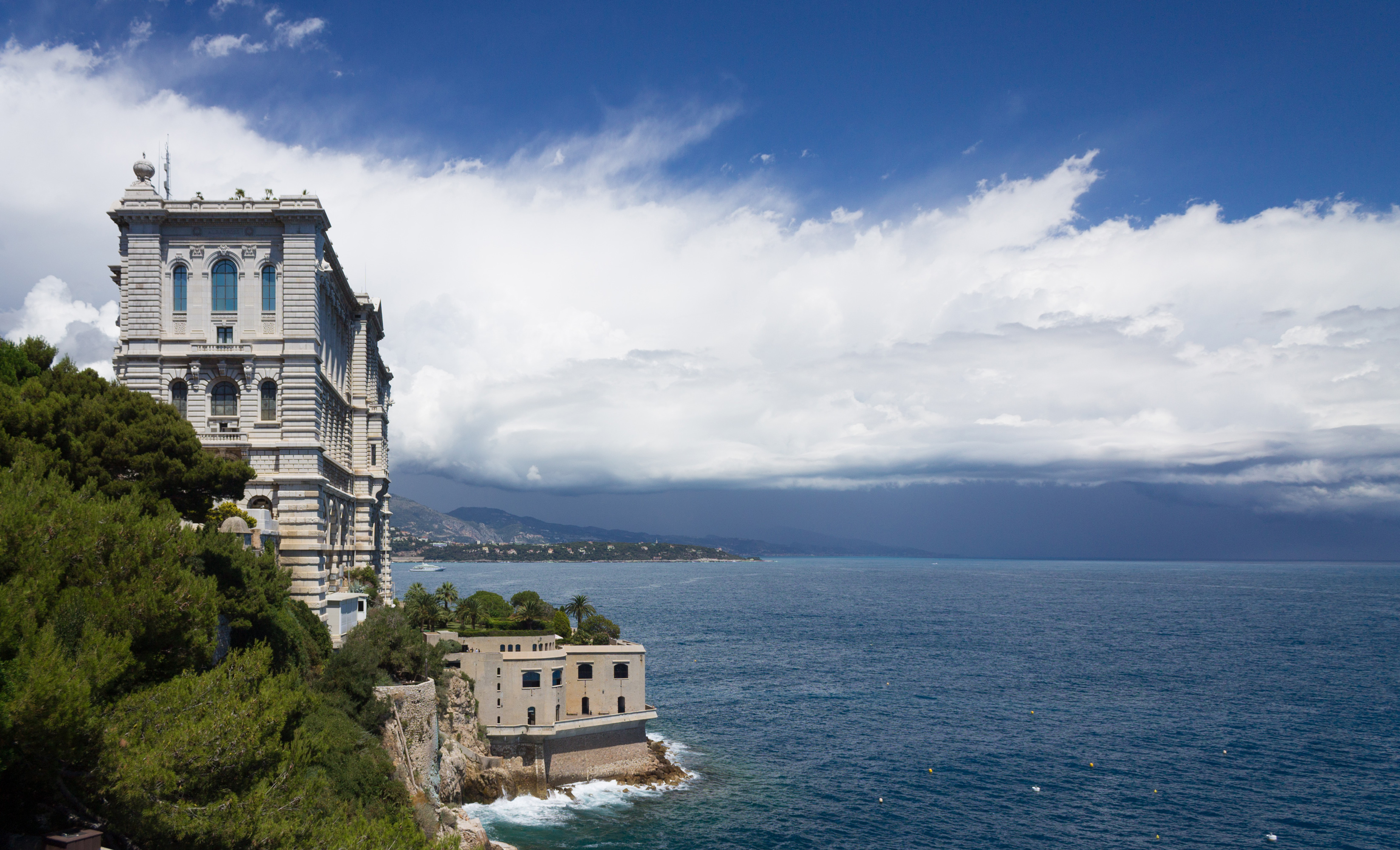
Clădirea se înalță deasupra unor stânci.

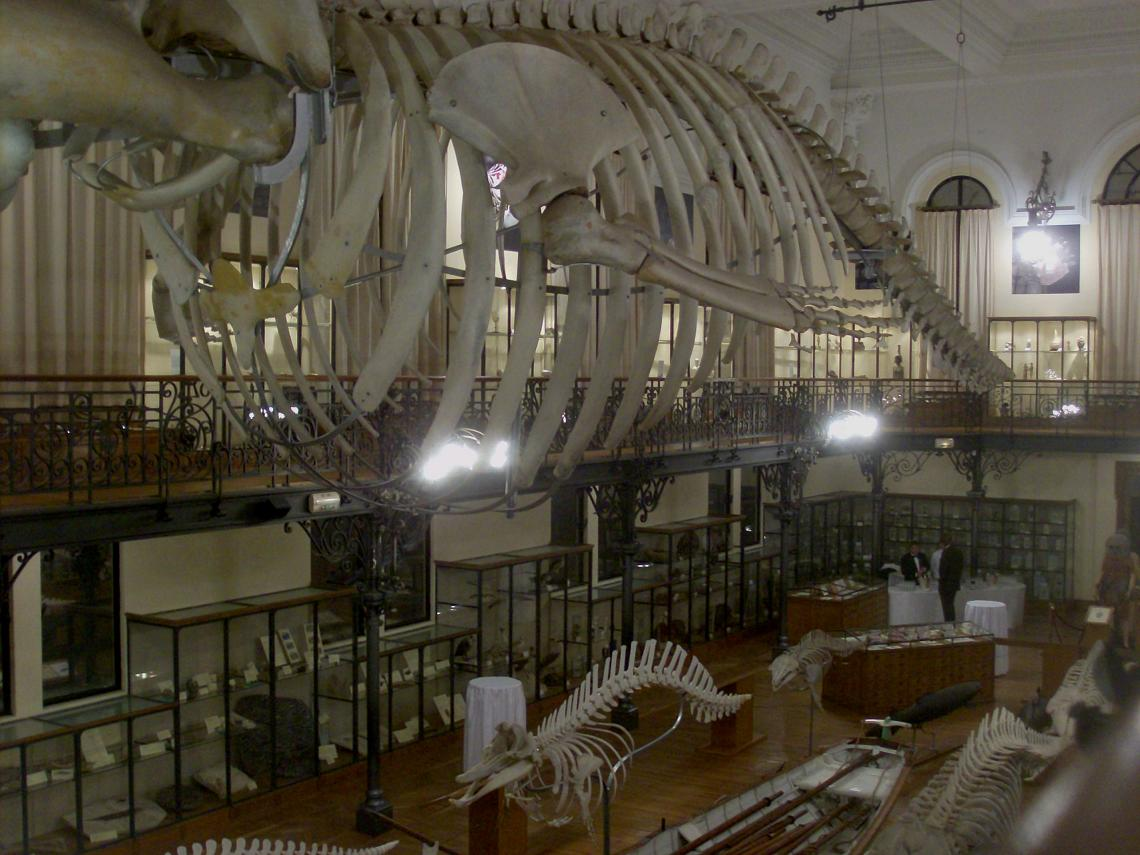
Imagine din interiorul muzeului.

Muzeul Oceanografic (în franceză Musée océanographique de Monaco) este un muzeu de științe marine din Monaco-Ville, Monaco.
El este sediul Comisiei internaționale pentru explorare științifică a Mării Mediterane. Această clădire aparține de Institutul Oceanografic care are misiunea de a împărtăși cunoștințele sale cu privire la oceane.

## Istoric
Muzeul Oceanografic a fost inaugurat în 1910 de către reformatorul modernist al statului Monaco, prințul Albert I.
Jacques-Yves Cousteau a fost director al muzeului din 1957 până în 1988. Muzeul și-a sărbătorit centenarul în martie 2010, după ample lucrări de renovare.

## Privire de ansamblu
Acest exemplu monumental și extrem de încărcat al arhitecturii neo-baroce are o fațadă impresionantă situată deasupra mării, înălțându-se pe o stâncă la o înălțime de 85,04 m. Construcția sa a durat 11 ani, fiind folosite 100.000 de tone de piatră aduse din La Turbie.
Muzeul conține expoziții și colecții ale diverselor specii de faună marină (stele de mare, căluți de mare, broaște țestoase, meduze, crabi, homari, rechini, arici de mare, castraveți de mare, anghile, sepii etc.). Se află aici o mare varietate de obiecte legate de exploatarea mării, inclusiv machete de nave, schelete de animale marine, unelte, arme etc., precum și o colecție de obiecte cu scop cultural și ritual sau materiale extrase din mare (perle, moluște și sidef).
La primul etaj, expoziția Cariera unui marinar prezintă activitatea prințului Albert I. Ea include laboratorul de pe L'hirondelle, primul dintre iahturile de cercetare ale prințului Albert. Observațiile făcute acolo au condus la o înțelegere mai bună a fenomenului anafilaxiei, pentru care dr. Charles Richet a primit Premiul Nobel pentru Fiziologie sau Medicină în anul 1913.
Un acvariu aflat la subsolul muzeului prezintă o gamă largă de floră și faună marină. Patru mii de specii de pești și peste 200 de familii de nevertebrate pot fi văzute acolo. Acvariul conține, de asemenea, o prezentare a ecosistemelor marine tropicale și mediteraneene.

## Caulerpa taxifolia
În 1989, biologul marin francez Alexandre Meinesz a descoperit o zonă populată cu giganticele alge de mare tropicale din specia Caulerpa taxifolia chiar sub pereții muzeului. Mai multe filme documentare au arătat că această zonă se află la originea uneia dintre cele mai mari contaminări cu alge marine ale Mării Mediterane din istoria recentă. Rolul muzeului și al directorului său, François Doumenge, atunci când descoperirea a fost făcută publică este încă intens dezbătut.